# Система коммуникаций в итальянской мафии
Система коммуникаций в итальянской мафии — система информирования и передачи сообщений, которая используется внутри представителей итальянских преступных организаций мафиозного типа (к ним относятся организации, состоящие из семей, соблюдающие чёткую иерархию и омерту).
В состав любой системы коммуникаций входят четыре элемента: отправитель, сообщение, носитель сообщения и получатель. В контексте итальянской мафии отправителем всегда является член преступного клана, в то время как сообщение и носитель зачастую варьируются. Согласно омерте, получателем всегда должен выступать также представитель преступного мира, но на практике внутренние сообщения иногда выходят за рамки преступной организации и становятся достоянием общественности и правоохранительных органов.

## Омерта
Омерта́ (итал. omertà — взаимное укрывательство, круговая порука) — кодекс чести итальянской мафии, который основывается на глубоко укоренившемся в Южной Италии и Корсике кодексе молчания, отказе сотрудничать с властями и невмешательстве в юридические дела других людей.
Молчание существовало и существует за счет страха, который распространяет мафия, угрожая отобрать имущество и землю у тех простых жителей, которые решатся открыто сотрудничать с полицией. До тех пор, пока люди исправно платят посредникам и отказываются называть имена, мафия им ничем не угрожает. Таким образом, население Сицилии бессознательно приняло Омерту, кодекс чести и верности Коза Ностре.
Неаполитанская Каморра действует тем же способом, поскольку в интересах организации, чтобы информация не выходила за пределы дозволенного. Молчать нужно для того, чтобы не стать препятствием на пути Каморры. Молчание подразумевает верность преступной организации, то есть соблюдение всех её систем, в результате чего устанавливается прочная власть Каморры.
В сицилийской мафии существует термин Omu Di Panza. Это человек, который умеет молчать и не выдаёт информацию. Pentito — это раскаявшийся мафиози, предатель, тот, кто предоставил полиции информацию в обмен на защиту и выход из системы. В сицилийской культуре донос на кого-то считается смертельным грехом. Сицилийцы считают, что не убийство, а разглашение конфиденциальной информации — это то, что отличает человека от диких приматов. Omu Di Panza клянётся на кодексе молчания, что не будет нарушать Омерту.
Молчание выгодно не только для простых граждан, но и для мафии. Каморра способна беспрепятственно вести бизнес, потому что кругом все молчат и никто не решается говорить о них, боясь умереть. В обществе, где процветает деятельность мафии, молчание играет важную роль во многих аспектах. С одной стороны, существуют люди, которые принимали участие в преступной организации, они соблюдают кодекс молчания (Омерта в случае Коза Ностры), в котором говорится, что никто не может говорить, обсуждать или показывать жестами посторонним людям что-то о бизнесе мафии. С другой стороны, есть простые граждане, которые живут в мире преступных организаций и должны молчать из-за страха перед смертью. Молчат не только обычные люди, но и политики, государственные деятели молчат точно так же.

## Системы коммуникаций
Итальянская мафия использует множество систем коммуникаций для того, чтобы оставаться засекреченной перед лицом полиции. Мафия сочетает как архаичные системы, так и современные, пришедшие с развитием технологий. По мере того, как полиция получает доступ к прослушиванию телефонов, Skype, чтению сообщений в социальных сетях и смс, мафиози прибегают к самым нетрадиционным способам коммуникации между собой.

### Вербальная и невербальная коммуникация
Молчание не относится к невербальной коммуникации, оставляя простор для сообщений в виде действий, жестов или зрительного контакта. Во-вторых, молчание, как отсутствие вербальных и визуальных сигналов, также может передавать сообщение, раскрывая то, что осталось между строк. Однажды pentito признался Джованни Фальконе : «В моем мире никто ничего не просит, но если кто-то захочет, он даст вам знать, используя всего лишь одно предложение, три кивка головой, улыбку… даже молча». Молчание не означает отсутствие вербальной коммуникации. Оно может подразумевать определённое использование слов и их значений, своего рода код в коде. Зашифрованные знаки, намёки, метафоры — это средства общения мафиози. Когда актёр на сцене театра замирает в тишине, это лишь придает драматизм общей картине. Он ничего не говорит, но его дыхание и жесты говорят сами за себя. Точно так же поступает мафия. Сообщение не теряет силу, если оно зашифровано.
В своей книге о мафии «Люди чести» судья Джованни Фальконе описывает силу, которую производит молчание во время коммуникации, приводя в пример произошедший диалог на одной из сицилийских улиц: «Однажды я увидел интересную сцену на улице. Человек кричал, активно жестикулируя, на другого человека, который припарковал машину поперек всей улицы, парализовав движение. Первый человек был рассержен и агрессивно настроен. Другой посмотрел на него с полным безразличием, а затем продолжил говорить со своим другом, как будто ничего не случилось. Внезапно разгневанный мужчина вдруг замолчал и ушел спокойно. Он понял, видя уверенность оппонента, что если он продолжит настаивать, то дела примут печальный оборот, поэтому ему пришлось отступить». В той же книге Фальконе подчеркивает важность невербальной коммуникации, которую так умело используют сицилийцы: «Я родился в том же районе, что и многие из них (мафиози). Сицилийский дух мне хорошо знаком. Я могу понять гораздо больше из изменений в голосе и подмигивания глаз, чем из развёрнутой фразы. Здесь все знают, что Коза Ностра есть не что иное, как искажённая, преувеличенная, экстремальная и аномальная версия традиционного сицилийского образа жизни».

### Пиццини
Пиццини (итал. pizzini) — шифрованные, сложенные определённым способом записки, напечатанные или написанные от руки, создателем которых является сицилийский мафиози Бернардо Провенцано.
Впервые пиццини начали рассылаться ещё в середине XX века. «Босс всех боссов» Бернардо Провенцано создал собственный язык и способ коммуникации, чтобы обезопасить себя от рук полиции, которая начала разыскивать его. Провенцано печатал записки на старой пишущей машинке Olivetti. Технология шифрования заключалась в том, что записки, где передавалась ценная информация о делах мафии, на первый взгляд были похожи на послания священника или отца семейства. В тексте пиццини обязательно благословляется адресат, несколько раз упоминается Господь Бог и Святой Дух, в целом речь идет об исключительно праведных делах.
Пиццини используются до сих пор, поскольку данный способ общения считается наиболее безопасным. Именно благодаря такой технологии общения между членами мафии Провенцано не могли поймать более сорока лет, единственной уликой полиции на протяжении десятилетий оставалась его фотография 1959 года.

### Мобильные телефоны
Члены мафии не пользуются телефонами, если им нужно назначить место и время встречи, поскольку все стационарные и мобильные телефоны может прослушивать полиция. Сицилийская Коза Ностра при передаче сообщений внутри организации на первый план ставит секретность, поэтому использует в ходе своих операций продвинутые средства связи. В 1992 году, при подготовке одного из самых громких преступлений на территории Италии последних лет, покушения на судью Джованни Фальконе, были использованы поддельные мобильные телефоны. Номера организаторов убийства дублировали телефоны ни в чём не повинных граждан. Известно, что сим-карты для операции изготавливало специальное агентство. Кроме того, не исключается, что к делу могли быть причастны спецслужбы.

### Skype
Skype — бесплатное программное обеспечение с закрытым кодом, обеспечивающее текстовую, голосовую связь и видеосвязь через Интернет между компьютерами.
Мафия начала пользоваться Skype, как только он был создан, потому что тогда прослушивать интернет-переговоры было невозможно. Благодаря этому мафиози активно общались по нему на протяжении многих лет. Преступники созванивались по мобильным телефонам и договаривались, что встретятся в Skype, чтобы обсудить детали будущих операций. Например, известный мафиози из Италии Маттео Мессина Денаро, один из организаторов покушения на Фальконе, предпочитает общаться именно по Skype. Именно благодаря этому факту правоохранительные органы не имеют о нём никаких точных сведений уже более двадцати лет, с тех пор как в 1993-м он залёг на дно. Но во второй половине двухтысячных годов итальянское законодательство серьёзно продвинулось в этом вопросе, с тех пор прослушивание Skype является законным способом слежки. Нововведение, в частности, привело к поимке и аресту во Франции Джузеппе Фальсоне, который скрывался от правосудия 11 лет.

### Социальные сети
В XXI веке в итальянской мафии из-за многочисленных арестов произошла массовая смена кадров, пришло новое поколение мафиози, которое привыкло к электронным способам коммуникации. Современному поколению не свойственна осторожность и бдительность предшественников, которые обменивались шифрованными записками на протяжении десятков лет. Молодые мафиози предпочитают общаться в Facebook и публиковать свои фотографии в Instagram. Из-за современных тенденций смены средств связи мафиози уходят от бдительности старых боссов и порой публично разоблачаются на счастье органов правопорядка.
Мафиози используют виртуальный мир не только для общения, но и для выставления напоказ своих богатств и возможностей. Зачастую они прибегают к вымышленным именам, чтобы не быть вычисленными полицейскими. Однако карабинерам удается всё-таки найти виртуальных гангстеров в реальном мире. В 2014 году сицилийская полиция провела против Коза Ностры одну из самых крупных операций 21 века под названием «Апокалипсис», в ходе которой задержали 95 человек. Именно интернет и социальные сети сыграли в расследовании ключевую роль.
Кроме того, два представителя известного мафиозного рода Палацотто попали в прессу благодаря своим постам на Facebook. Грегорио Палацотто прямо из тюрьмы завёл аккаунт в Facebook и проклинал предателей, сотрудничающих с правоохранительными органами. Правда, потом оказалось, что от его имени писала жена. Двоюродный брат Грегорио 29-летний Доменико долгое время собственноручно вел страницу, но под вымышленным именем. На его фотографиях были запечатлены катера, лимузины, дорогое шампанское.
После скандала аккаунты Грегорио и Доменико были удалены. Но продолжала обновляться страница ранее неизвестного Джакомо Пампиллони. На фотографиях он находится с загипсованной ногой, опирается на костыли, но в обнимку с мужчиной в чёрном костюме и чёрном галстуке, имя которого Алессандро д’Амброджо. Он считается одним из самых опасных преступников Палермо. Соответственно, владелец аккаунта — опасный преступник, располагающий связями в верхах криминального мира. Самого д’Амброджо арестовали в 2013 году. Долгое время у полиции не было никаких прямых доказательств, подтверждающих его соучастие в преступлениях. При этом Алессандро д’Амброджо вел публичный образ жизни и не боялся публиковать свои фотографии в интернете.

### Другие средства связи
В 2010 году в Италии был зафиксирован случай использования нового способа коммуникации между членами преступной группировки. Итальянские мафиози передавали информацию своим боссам, находящимся за решеткой, по телевидению — во время трансляции передачи «Те, кто играет в футбол» сообщения шли текстовой строкой внизу экрана. Уловка была раскрыта Энцо Марки, бывшим государственным обвинителем специальной комиссии парламента Италии, созданной для расследования дел против итальянских мафиози. «Что нас удивляет, это то, что общение сводится к банальным смс-сообщениям», — заявил он. Сами авторы программы, выходящей на итальянском телевидении днем в воскресенье, даже не представляли то, что являются средством коммуникации для мафиози. Правоохранительные органы заподозрили неладное после того, как в тюрьме обнаружили у одного из боссов записку о том, что он пошлёт инструкции по смс в программу. После этого полицейские стали внимательно читать бегущую строку и увидели, что под обычными сообщениями скрываются важные послания для боссов. Например, одно из сообщений было таким: «Всё хорошо. Паоло». Следователи предполагают, что оно предназначалось для сицилийского босса, находящегося за решёткой.

### На русском
- Дикки Дж. Коза Ностра. История сицилийской мафии. — М.: Эксмо, 2007. — 528 с.
- Дориго Дж. Мафия. — М.: Кураре-Н, 1998. — 112 с.
- Полькен К., Сцепоник Х. Кто не молчит, тот должен умереть. Факты против мафии / пер. с нем.. — М.: Мысль, 1982. — 383 с.
- Рудаков А. Л. Боссы сицилийской мафии. — М.: Эксмо, 2001. — 384 с.
- Русаков Н. П. Из истории сицилийской мафии. — М.: Наука, 1969. — 181 с.
- Савиано Р. Гоморра / пер. с англ.. — М.: Geleos Publishing House, 2009. — 352 с. — ISBN 978-5-8189-1699-6.

### На английском
- Tom Behan. Defiance: The Story of One Man Who Stood Up to the Sicilian Mafia (англ.). — New York: Tauris, 2008. — 232 p.
- Max Pickard. The World of Silence (англ.). — Chicago: Henry Regnery Company, 1964. — 289 p.
- Giovanni Falcone, Marcelle Padovani. Men of Honour: The Truth about the Mafia (англ.). — London: Fourth Estate, 1992. — 259 p.
- Umberto Eco. Semiotics and the Philosophy of Language (англ.). — Bloomington: Indiana University Press, 1984. — 357 p. — ISBN 0-253-35168-5.